# Домброва (гміна Келчиглув)
Домброва (пол. Dąbrowa) — село в Польщі, у гміні Келчиглув Паєнчанського повіту Лодзинського воєводства.
Населення — 102 особи (2011).
У 1975-1998 роках село належало до Серадзького воєводства.

## Демографія
Демографічна структура станом на 31 березня 2011 року:
|          | Загалом | Допрацездатний вік | Працездатний вік | Постпрацездатний вік |
| -------- | ------- | ------------------ | ---------------- | -------------------- |
| Чоловіки | 54      | 15                 | 32               | 7                    |
| Жінки    | 48      | 3                  | 28               | 17                   |
| Разом    | 102     | 18                 | 60               | 24                   |